# Иранская кухня

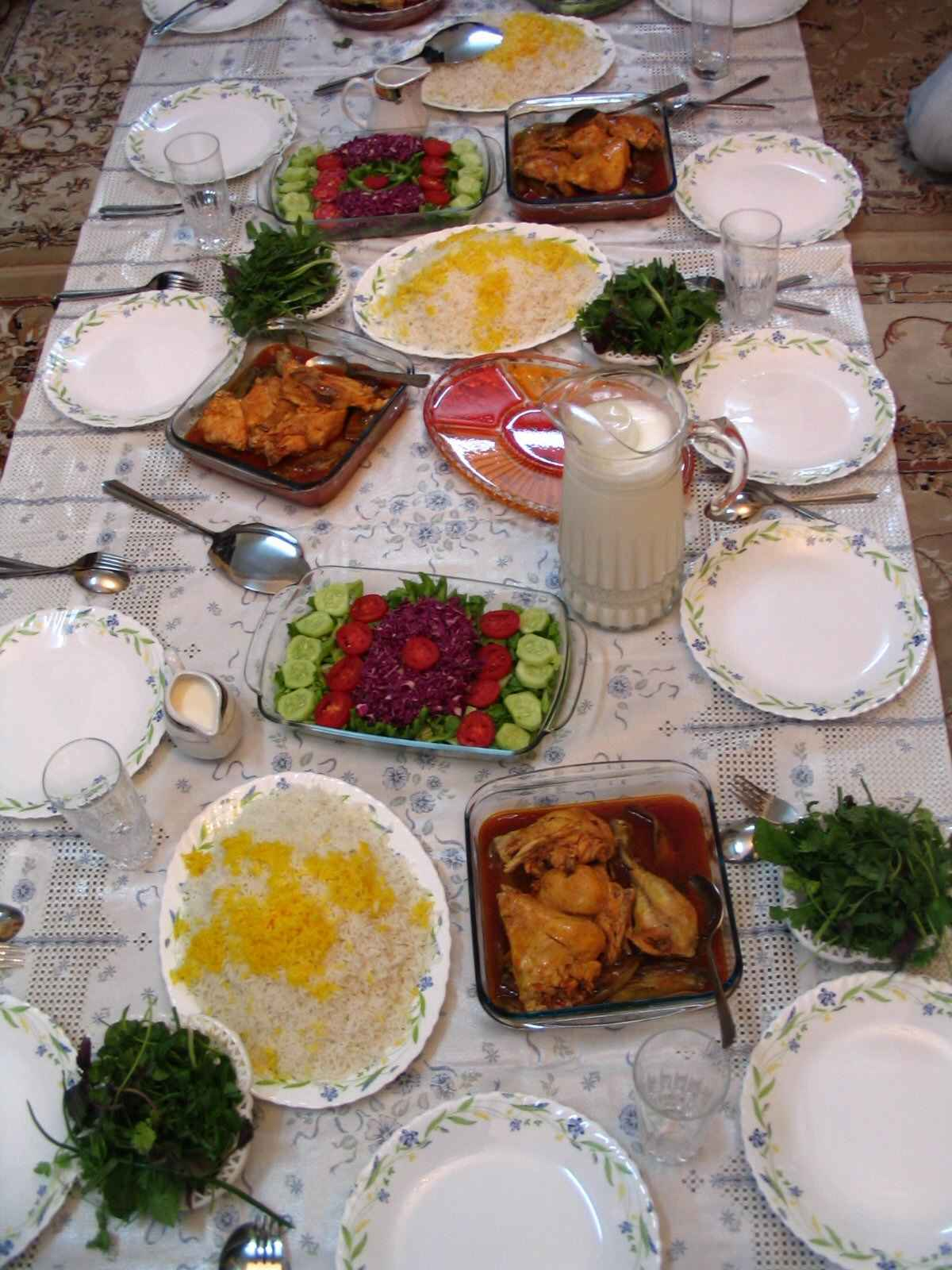
Иранская кухня

Ира́нская ку́хня (перс. آشپزی ایرانی‎ āšpazi-e iranī) — национальная кухня народов Ирана.

## Традиционные блюда и продукты

### Мясо. Рыба
Самые распространённые виды мяса — баранина, птица, телятина, говядина. Свинина не используется, так как Иран мусульманская страна. Из мяса готовят всевозможные кебабы, фесенджан — мясные шарики в орехово-гранатовом соусе, абгушт — тушёное мясо с фасолью и овощами, лявянги — фаршированная курица или рыба.
Рыбные блюда готовят на северном и южном побережье Ирана в то время, как в остальных регионах страны они не столь распространены. Используются все части рыбы: от икры до головы.

### Овощи и фрукты
Наиболее распространённый овощ — баклажаны, которые являются основой всевозможных зелёных салатов. Кроме того используют тыкву, шпинат, помидоры, огурцы, перец, зелёную фасоль, кормовые бобы, кабачки, лук, чеснок и морковь. Популярным блюдом является кюкю — смесь из зелени и яиц, жаренная на сковородке. Список свежих фруктов включает инжир, много цитрусовых, абрикосов, персиков, сладких и кислых вишен, яблок, слив, груш, гранатов и много видов винограда и дынь. Овощи и фрукты часто фаршируют мясом и рисом — долма.
Рис занимает ключевое место в кулинарной традиции. Его обычно подают почти ко всем блюдам в отдельной тарелке. Иранцы предпочитают длиннозернистый и рассыпчатый рис. Естественно популярны разные виды плова. Своеобразным пловом-запеканкой является тах-чин.

### Десерты
Выпечка
Активно культивируется пшеница. Поскольку в Иране выращивают свыше сорока сортов пшеницы, то производят много видов хлеба. Особенно популярны — лаваш, барбари, сангак, тафтан.
Среди десертов популярны: фалуде — нити из пищевого крахмала с замороженным соком, бастани — мороженое, локма — выпечка, жаренная во фритюре, а затем покрытая сиропом, шоколадным кремом или медом, ногхл — засахаренный миндаль, пашмак.

### Напитки
Традиционный напиток при приёме пищи — тан. Также иранцы пьют шербет, разнообразные соки (морковный, гранатовый, арбузный, дынный), розовую воду.

### Специи
В иранской кухне распространена смесь специй под названием адвьех, состав которой довольно изменчив.

## Галерея

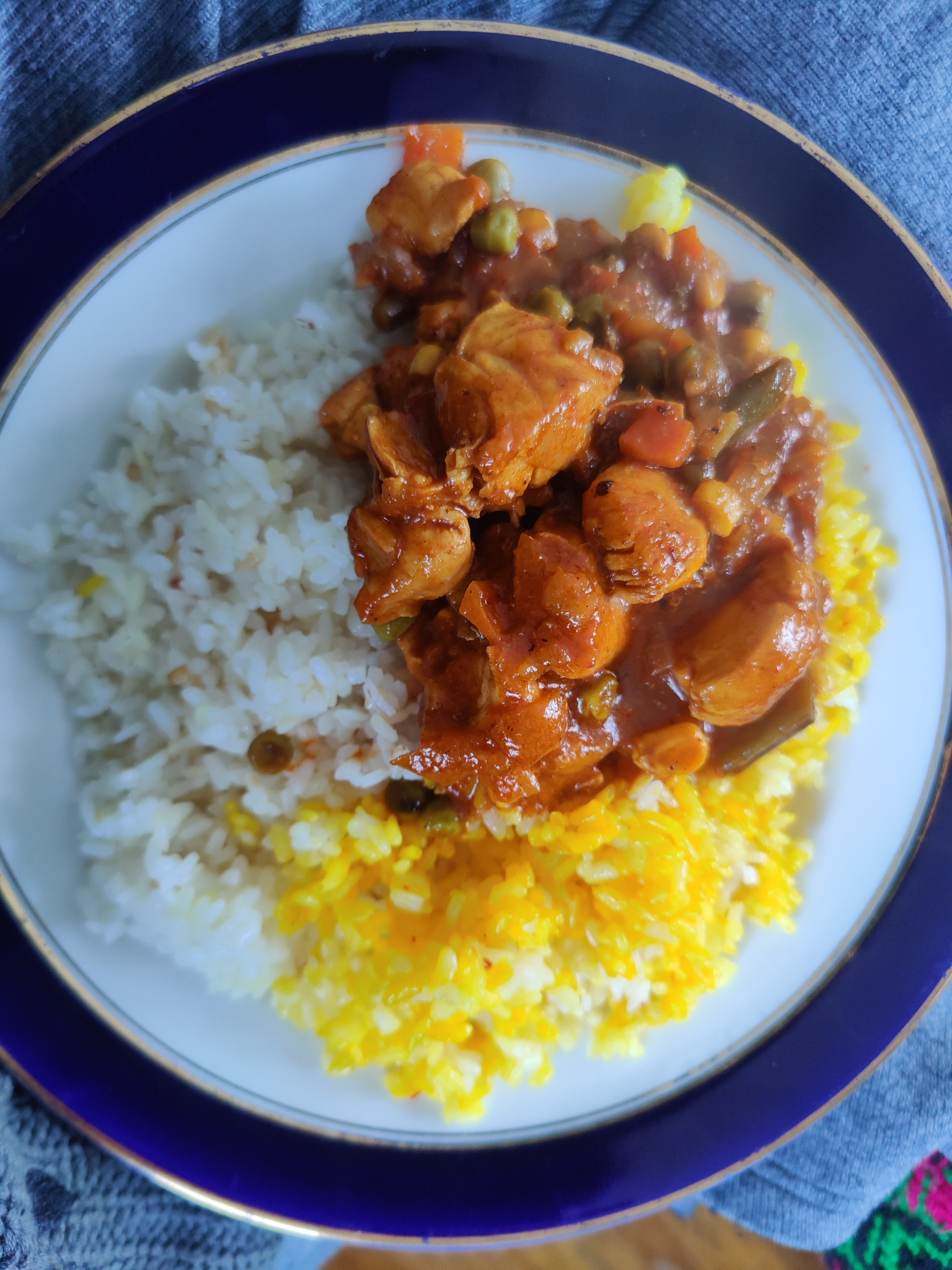
Рис с барбарисом (рис, рис с шафраном, курица)
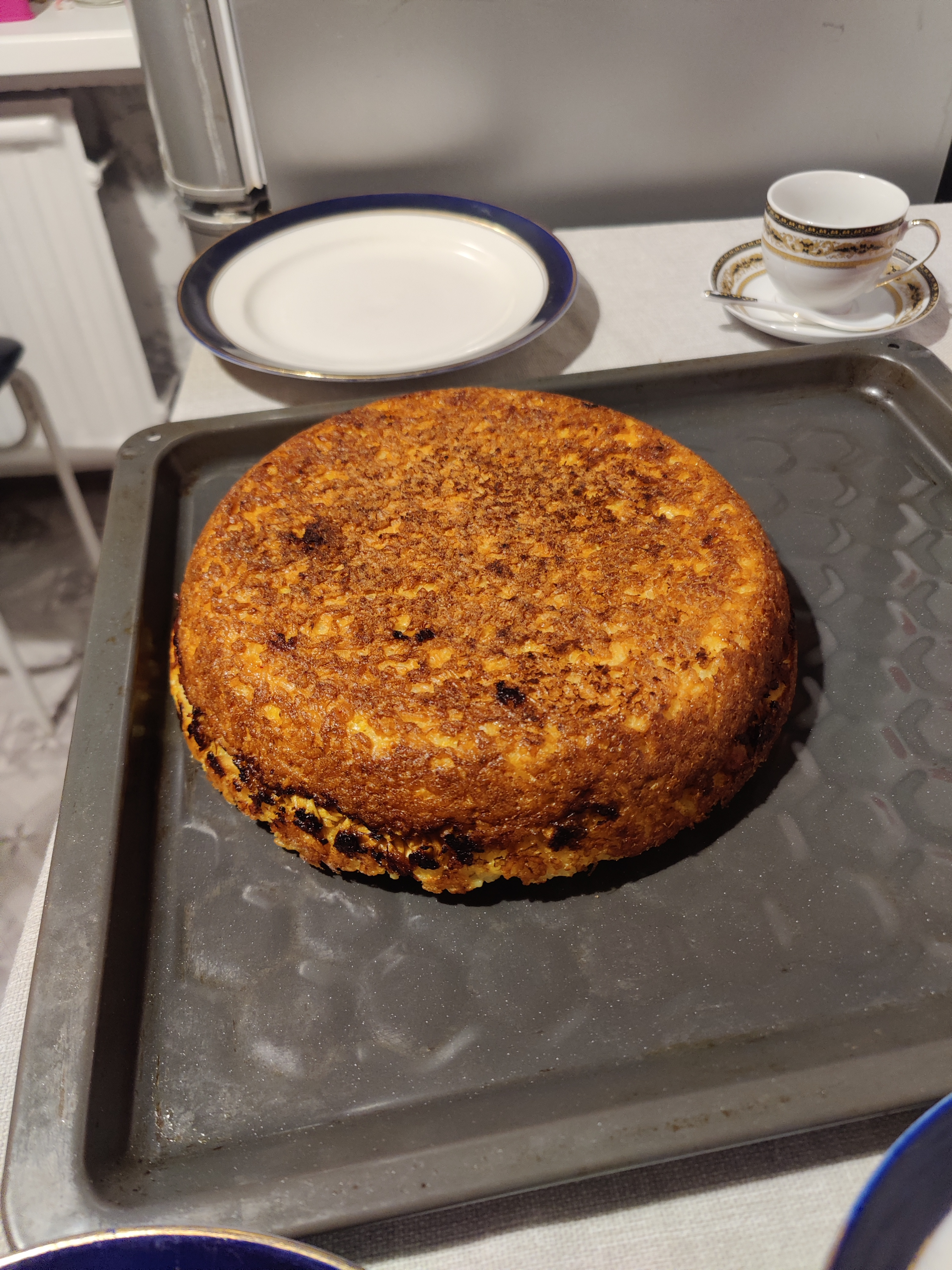
Тах-чин
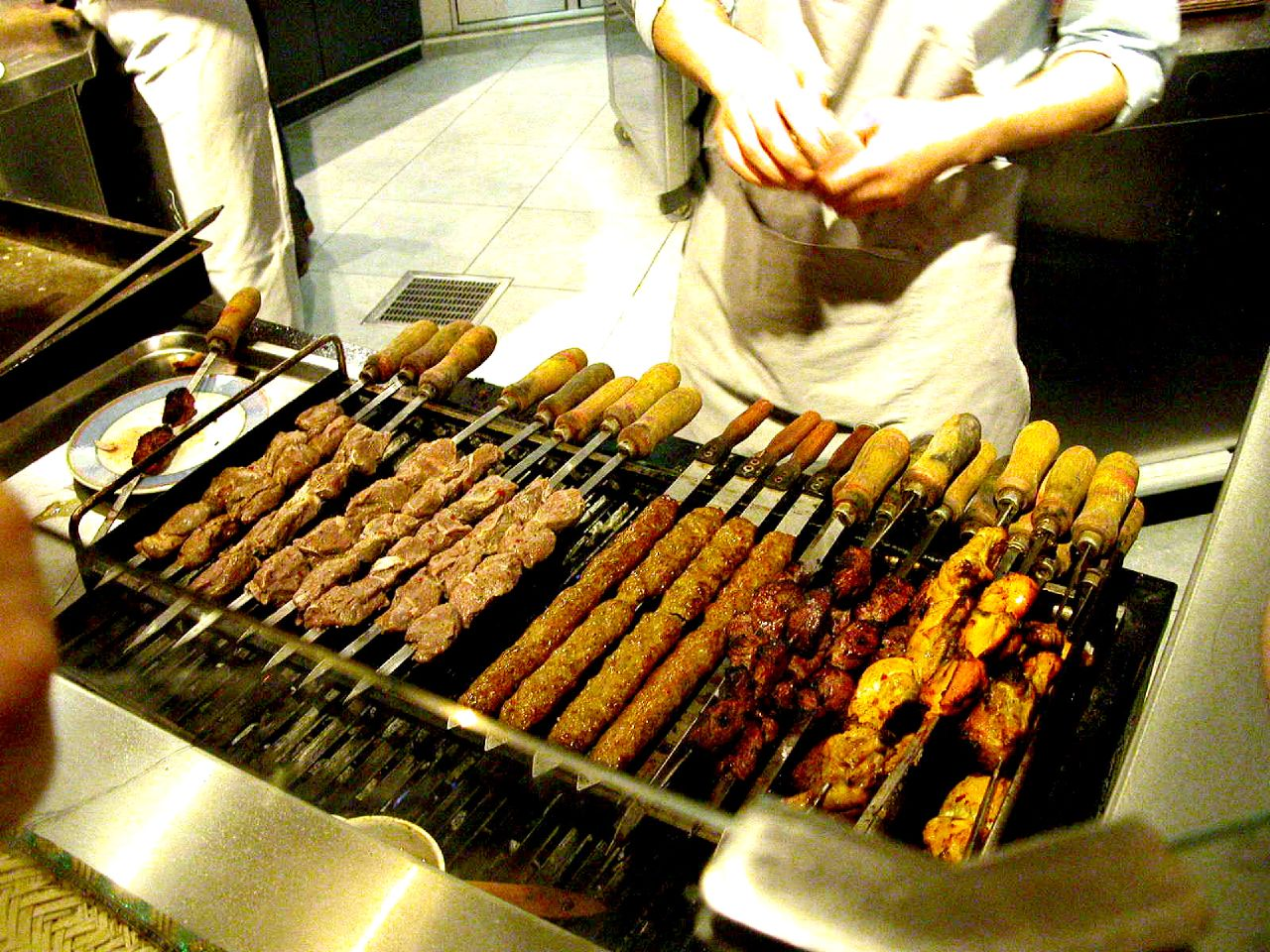
Приготовление кебабов на мангале
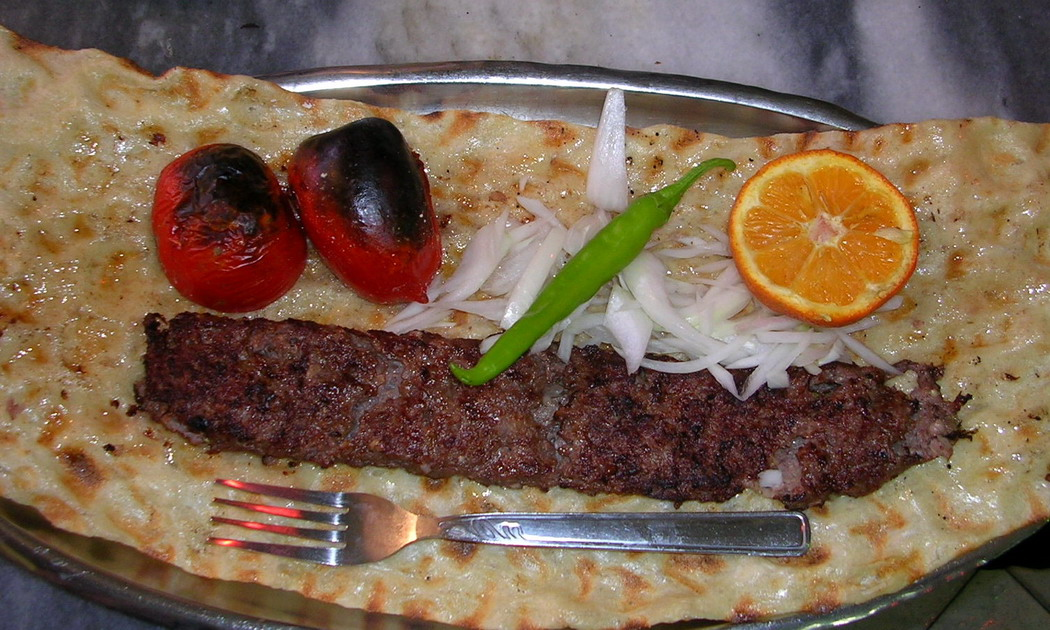
Кебаб
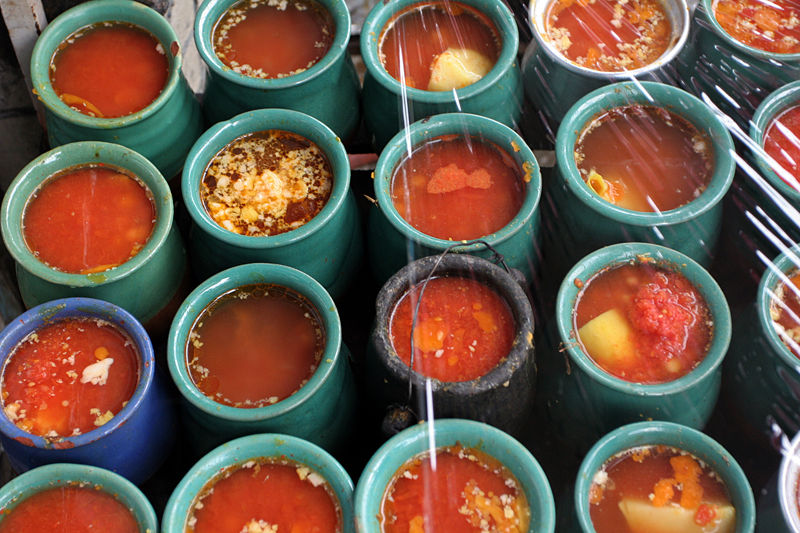
Абгушт
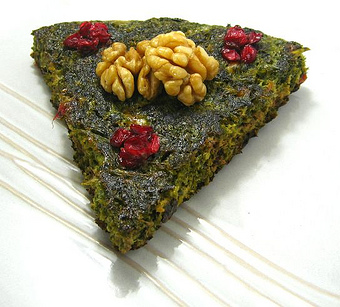
Кюкю
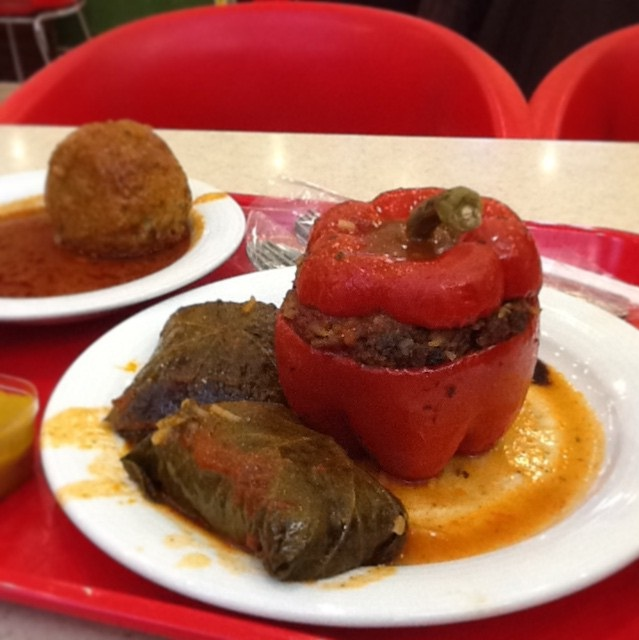
Долма
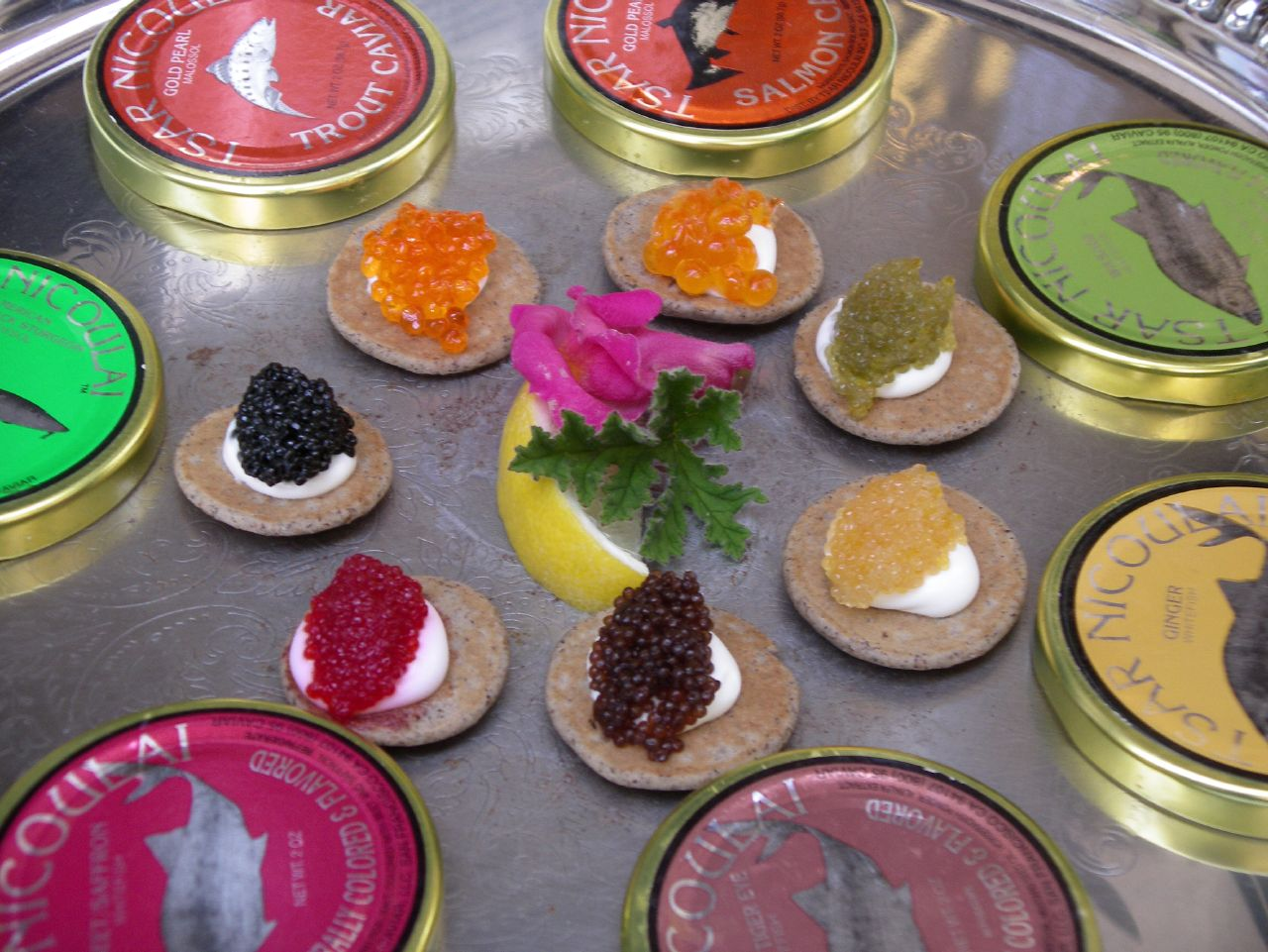
Иранская икра
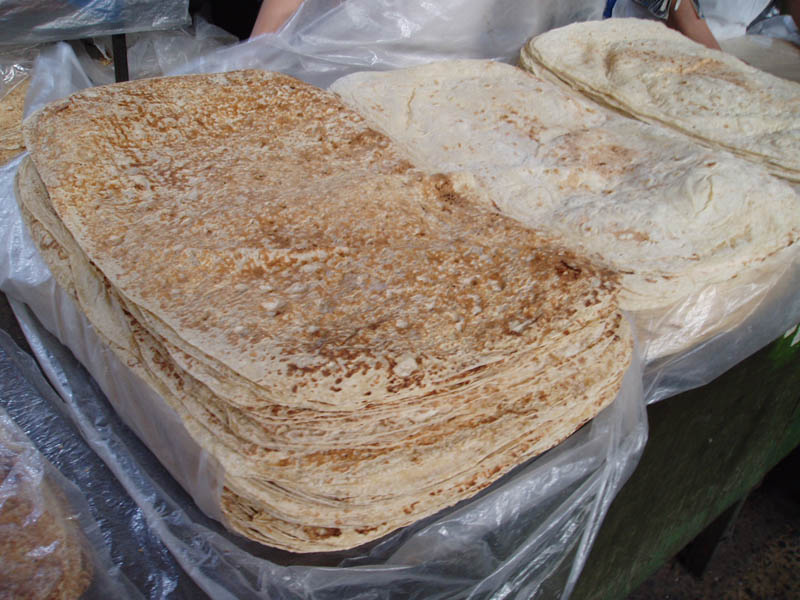
Различные варианты лаваша
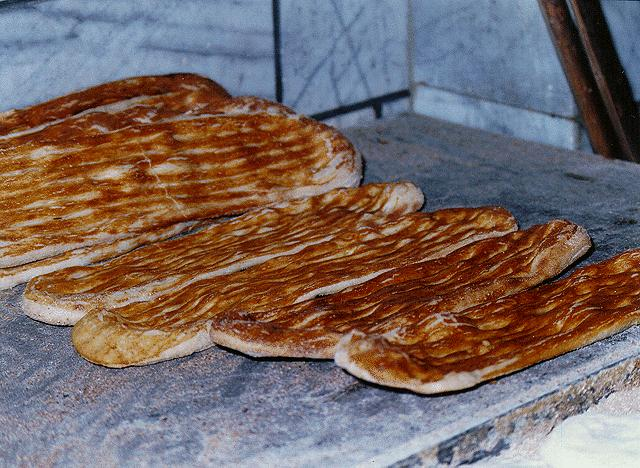
Барбари
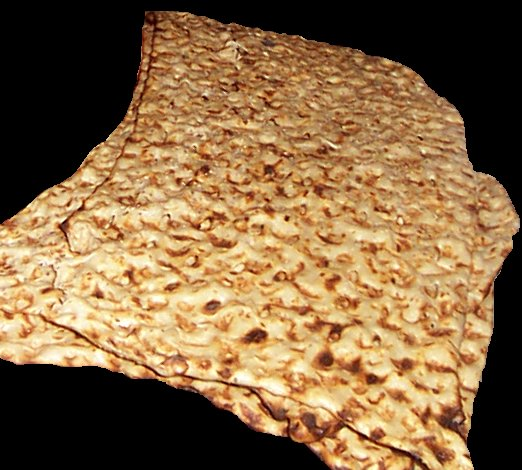
Сангак
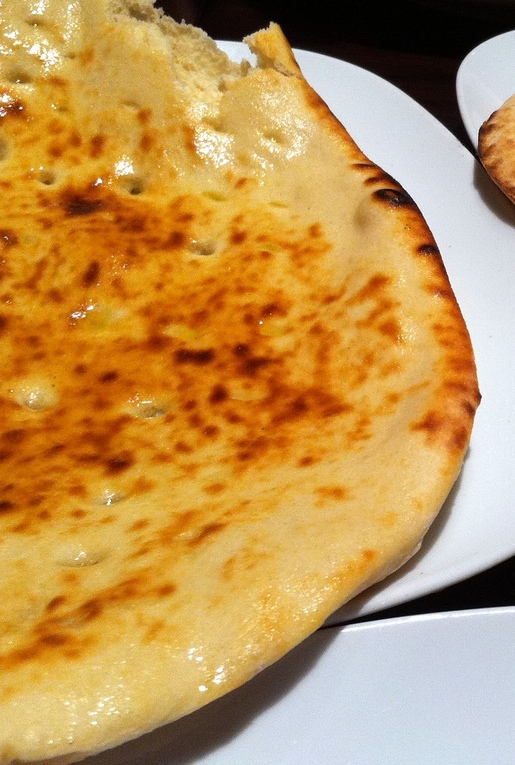
Тафтан
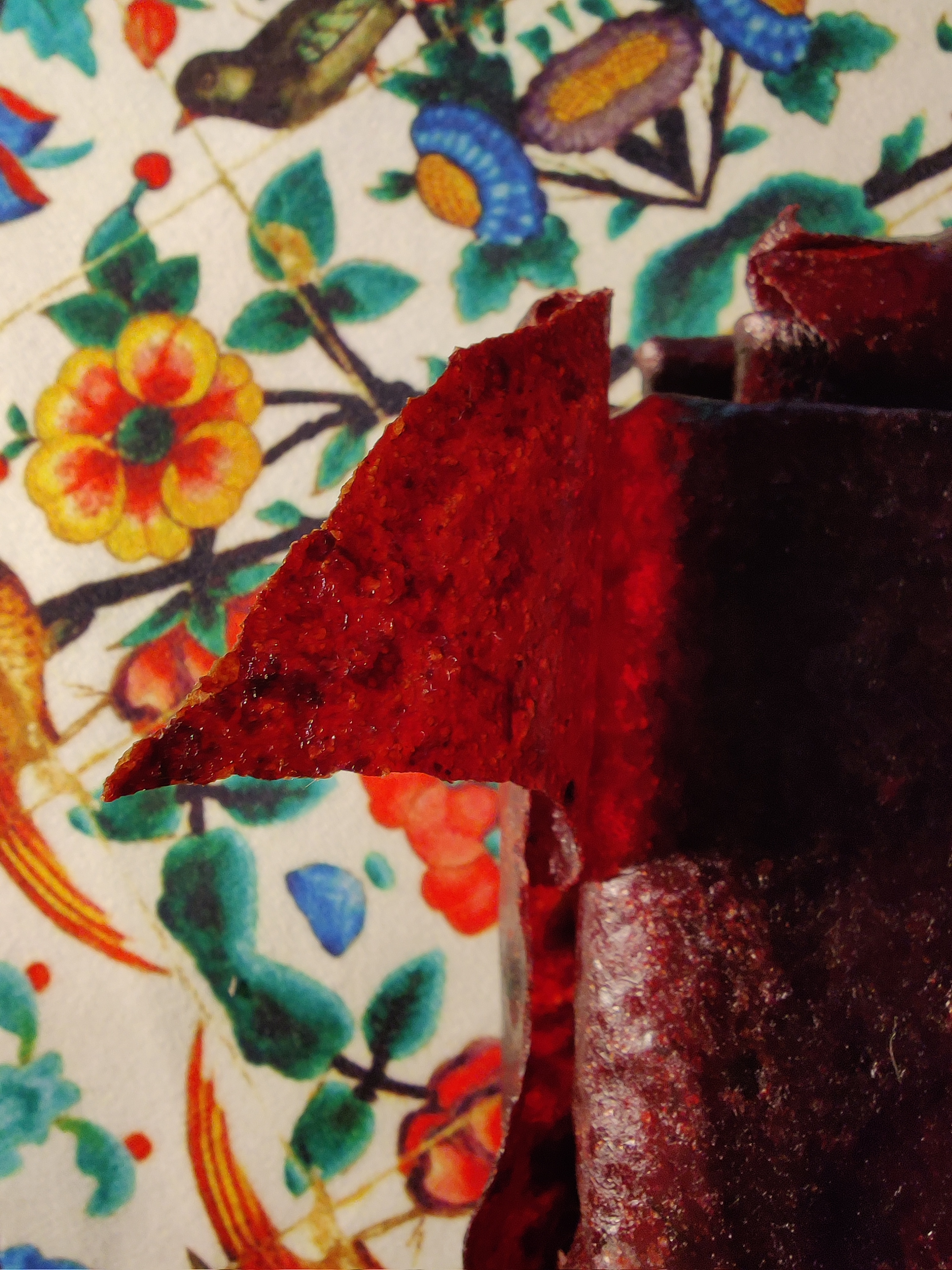
Лавашак
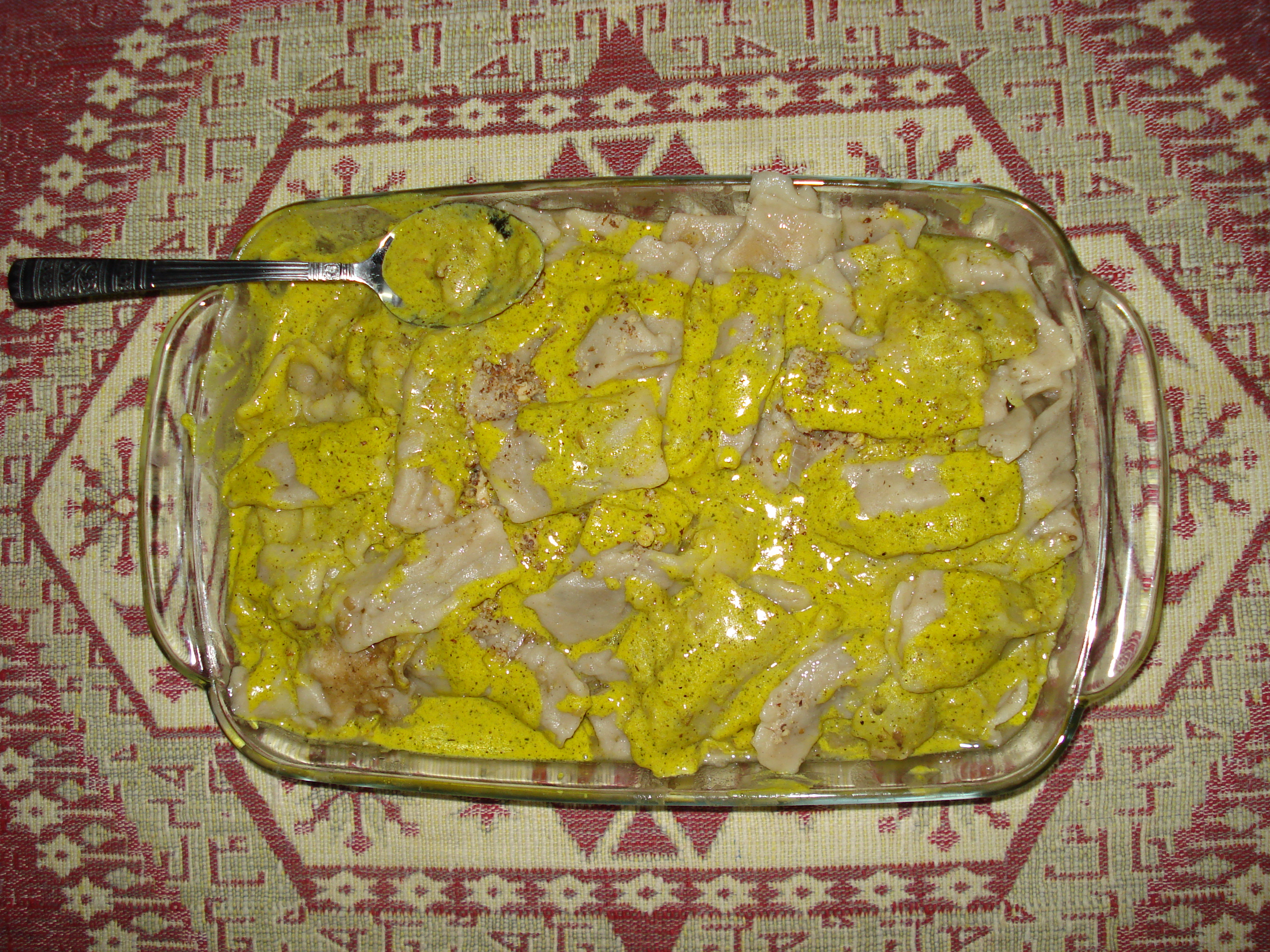
Аш джошпаре